# شپلیشکی
شپلیشکی (به لهستانی:  Szypliszki) یک روستا در لهستان است که در گمینا شپلیشکی واقع شده‌است. شپلیشکی ۳۰۰ نفر جمعیت دارد.